# Avstrijsko-turška vojna (1716–1718)
Avstrijsko-turška vojna je bila vojna med Habsburško monarhijo in Osmanskim cesarstvom od januarja 1716 do 21. julija 1718.
Karlovški mirovni sporazum, sklenjen leta 1699, za Osmansko cesarstvo dolgoročno ni bil spremenljiv. Dvanajst let po sklenitvi miru se je začeli dolgo pričakovano maščevanje  Osmanskega cesarstva  za poraz v bitki pri Dunaju leta 1683. Veliki vezir Baltadži Mehmed Paša je najprej v rusko-turški vojni (1710-1711) premagal vojsko Petra Velikega. Za njim  je njegov naslednik, veliki vezir Damat Ali Paša,  v osmansko-beneški vojni (1714–1718) leta 1715 osvojil Moreo. Avstrija je kot porok za Karlovški mir zagrozila Osmanskemu cesarstvu, vendar je  namesto odgovora dobila vojno napoved.
Leta 1716 je princ Evgen Savojski porazil Osmane pri Petrovaradinu. Oktobra 1716 je osvojil Banat in Temišvar. Naslednje leto so Habsburžani osvojili Beograd. Osmani so po tej izgubi zaprosili za mir in podpisali Požarevski mir. Habsburžani so s sporazumom obdržali osvojeni Beograd potrdili osvojitve leta 1699. Osmani so obdržali oblast na ozemlju južno od Donave. 
Habsburžani so  zaradi pretiranega posvečanja vojni na Balkanu izgubili svoje posesti v Italiji. Princ Evgen Savojski je zahteval, da se v vojno s Španci v Italiji pošlje del njegove vojske, vendar mu to ni uspelo. Po končani vojni z Osmanskim cesarstvom je sledila vojna Četverne zveze proti Španiji. 